# Гречуха, Михаил Сергеевич
Михаи́л Серге́евич Гречу́ха (укр. Михайло Сергійович Гречуха; 6 (19) сентября 1902, с. Мошны, Черкасский уезд, Киевская губерния, Российская империя — 15 мая 1976, Киев, Украинская ССР, СССР) — советский украинский государственный и партийный деятель. 
Член Политбюро ЦК КП Украины (июль 1939 — май 1961). Член ЦК КП Украины (1938—1961). Кандидат в члены ЦК КПСС (1956—1961). Депутат Верховного Совета Украинской ССР I—V созывов. Депутат Верховного Совета СССР I—V созывов.

## Биография
Родился 6 (19) сентября 1902 в селе Мошны Черкасского уезда Киевской губернии Российской империи (ныне село в составе Мошновской сельской общины Черкасского района Черкасской области Украины), в семье крестьянина-бедняка. Учился в сельской школе, работал в помещичьей экономии. С сентября 1916 — чернорабочий Черкасского сахарного завода Киевской губернии, в апреле 1917 — феврале 1922 — рабочий-строитель, каменщик Маловисковского сахарного завода Елисаветградского уезда.
В комсомоле — с 1922 года, секретарь звена в Мошнах, заведующий районным отделом народного образования, глава исполкома районного совета. Член ВКП(б) с 1926 года. В 1932—1936 годах учился в Харьковском автодорожном институте. Два года работал инженером-механиком на Южной железной дороге. С 1938 года — в исполкоме Харьковского облсовета; в 1938—1939 гг. — второй, в 1939 г. — первый секретарь Житомирского обкома КП(б)В, член ЦК КП(б)У.
С июля 1939 года по май 1961 года — член Политбюро (с 1953 года — Президиума) ЦК КП(б)У.
С 27 июля 1939 года по 18 января 1954 года — Председатель Президиума ВС УССР.
В 1954—1959 первый заместитель, в 1959—1961 годах — заместитель Председателя Совета Министров УССР. В 1962—1966 годах — советник при Совете Министров УССР.
В 1956—1961 кандидат в члены ЦК КПСС. Депутат Верховного Совета СССР 1—5 созывов. Депутат Верховного Совета УССР 1—5 созывов.
С 1966 года — персональный пенсионер.
Умер в Киеве. Похоронен на Байковом кладбище.
В 1950 году предлагал Сталину переименовать Херсон в Сталиноднепровск.

## Награды
- 3 ордена Ленина (7.02.1939; 23.01.1948; 26.02.1958)
- орден Октябрьской Революции (18.09.1972)
- орден Богдана Хмельницкого 1-й степени (2.05.1945)
- орден Трудового Красного Знамени (18.09.1962)
- медаль «За трудовую доблесть» (25.12.1959)
- медаль «Партизану Отечественной войны» 1-й степени (14.11.1944)
- другие медали

## Источник
- Великие украинцы